# Jan Elias Nicolaas Schimmelpenninck van der Oye
Jan Elias Nicolaas baron Schimmelpenninck van der Oye van Hoevelaken (Brummen, 12 augustus 1836 - 's-Gravenhage, 11 april 1914) was een Nederlands politicus.

## Leven en werk
Baron Schimmelpenninck van der Oye werd geboren op Kasteel Groot Engelenburg bij Brummen. Hij was generaal der genie die Tweede- en Eerste Kamerlid was voor de Anti-Revolutionaire Partij. Hij koos bij het conflict over de uitbreiding van het kiesrecht in 1894 de zijde van De Savornin Lohman, die tegenstander was van het algemeen kiesrecht.
Schimmelpenninck werd een van de voormannen van de vrij-antirevolutionairen. In de Kamer was hij woordvoerder militaire zaken, maar ook indiener van een initiatiefvoorstel over de instelling van Kamers van Arbeid, die bij geschillen tussen werkgevers en werknemers moesten bemiddelen. In 1902 werd hij als eerste rechtse politicus voorzitter van de Eerste Kamer. Hij gold als onpartijdig.
In 1907 speelde hij een rol bij de poging de kabinetscrisis over de oorlogsbegroting op te lossen. Die was ontstaan in de Nacht van Staal, toen de Eerste Kamer de begroting van de minister van die naam had verworpen. Koningin Wilhelmina vroeg hem de mogelijkheden te onderzoeken om een meerderheidsregering te vormen. Hij slaagde er niet in om een 'rechts' kabinet te vormen en gaf al de volgende dag zijn opdracht terug.
- Biografisch Portaal: 02285430
- International Standard Name Identifier: 0000 0003 8929 8781
- Nederlandse Thesaurus van Auteursnamen: 07029433X
- Parlement.com: vg09ll7jrrzf
- Virtual International Authority File: 282693174
- WorldCat: E39PBJtGVvbRBVq9YG87FvcHG3